# Нікішкино
Нікі́шкино (рос. Никишкино, марій. Микишкансола) — присілок у складі Гірськомарійського району Марій Ел, Росія. Входить до складу Кузнецовського сільського поселення.

## Населення
Населення — 26 осіб (2010; 29 у 2002).
Національний склад (станом на 2002 рік):
- гірські марійці — 86 %